# 揮発性 (化学)

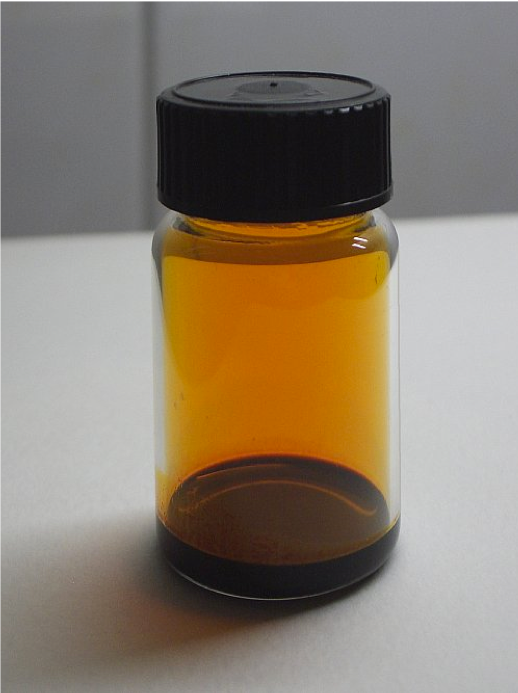
液体臭素は室温で容易に蒸発し、揮発性が高いことを示している。

揮発性（きはつせい、英: volatility）は、化学において物質がどれほど容易に蒸発するかを示す特性である。特定の温度と圧力のもとで、揮発性が高い物質は気体の状態で存在しやすく、揮発性が低い物質は液体や固体の状態で存在しやすい。また、揮発性は気体が液体や固体に凝縮しやすいかどうかも表す。揮発性の低い物質は、揮発性の高い物質よりも気体から凝縮しやすい。揮発性の違いは、同じ条件下で物質がどれほど速く蒸発（固体の場合は昇華）するかを比較することで観察できる。例えば、揮発性の高い消毒用アルコール（2-プロパノール）は素早く蒸発するが、揮発性の低い植物油は液体のまま残る。一般的に、固体は液体よりもはるかに揮発性が低い。しかし例外もあり、ドライアイスやヨウ素のように昇華する固体は、標準状態において一部の液体と同程度の速さで気化することがある。

## 概要
揮発性そのものには明確な数値的定義はないが、蒸気圧や沸点（液体の場合）を用いて表現されることが多い。蒸気圧が高い物質は揮発性が高く、沸点が高い物質は揮発性が低いとされる。これらのデータは、化学物質を比較するために表やグラフとして示されることが多く、通常はさまざまな温度や圧力の条件下での実験によって得られる。

### 蒸気圧

様々な液体の蒸気圧図表（片対数グラフ）

蒸気圧とは、特定の温度において凝縮相（液体や固体）から気相（蒸気）がどれほど容易に生成されるかを示す指標である。密閉された容器内で真空状態にした場合、物質はすぐに蒸発し、空間を蒸気で満たす。系が平衡状態に達し、蒸発速度と凝縮速度が等しくなると、そのときの蒸気圧を測定できる。温度が上昇すると蒸気の量が増え、蒸気圧も上昇する。混合物の場合、各成分が全体の蒸気圧に寄与し、より揮発性の高い成分ほど大きな影響を与える。

### 沸点
沸点とは、液体の蒸気圧が周囲の圧力と等しくなる温度であり、この温度に達すると液体は急速に蒸発（沸騰）する。沸点は蒸気圧と密接に関係しているが、圧力にも依存する。標準沸点は大気圧下での沸点を指すが、高圧または低圧下での沸点も測定されることがある。

## 寄与要因

### 分子間力

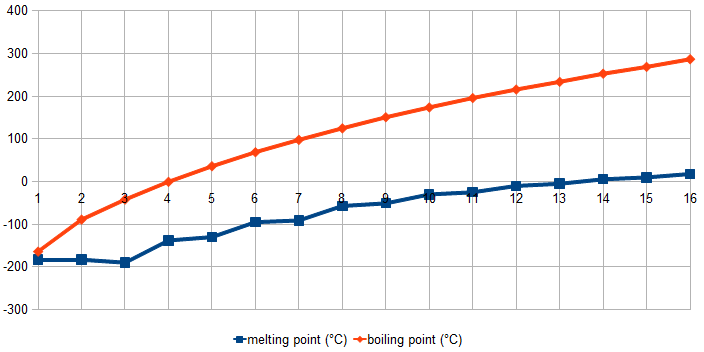
直鎖アルカンの標準沸点（赤）および融点（青）と炭素原子数の関係。

物質の揮発性に影響を与える重要な要因のひとつが、分子間相互作用の強さである。分子同士を引きつける力（分子間力）が強いほど物質はまとまりやすくなり、一般に固体の多くは揮発性が低い。たとえば、エタノールとジメチルエーテルは同じ分子式（C2H6O）を持つが、それぞれの分子が液相で異なる相互作用をするため、揮発性が異なる。エタノール分子は水素結合を形成できるが、ジメチルエーテル分子はできない。その結果、エタノール分子同士の引力が強くなり、ジメチルエーテルより揮発性が低くなる。

### 分子量
一般に、分子量が増加すると揮発性は低下する傾向にあるが、これは、分子が大きくなるほど分子間結合に関与しやすくなるためである。ただし、構造や極性などの要因も大きな影響を与えるため、分子量だけで揮発性が決まるわけではない。この影響をより明確にするためには、同じ構造を持つ化学種（エステル、アルカンなど）を比較するのが有効である。例えば、直鎖アルカンは、炭素数が増えるほど揮発性が低下する傾向がある。

## 応用

### 蒸留

原油を精製する蒸留塔。

揮発性の知識は、混合物から成分を分離する際に役立つことが多い。凝縮した物質の混合物に揮発性の異なる成分が含まれている場合、温度や圧力を調整することで、揮発性の高い成分のみを蒸発させ、揮発性の低い成分を液体または固体のまま残すことができる。こうして生じた蒸気は除去することも、別の容器に凝縮して回収することもできる。この蒸気を回収する場合、この過程は蒸留（distillation）と呼ばれる。
石油精製（petroleum refinement）では、分留（fractional distillation）という手法が用いられ、揮発性の異なる複数の化学物質を一度に分離できる。原油（crude oil）は、多くの有用な成分を含んでおり、これらを分離する必要がある。原油を蒸留塔（distillation tower）に導入して加熱すると、ブタンやケロシン（kerosene）のような揮発性の高い成分が気化する。この蒸気は塔の上部へと上昇し、冷却面に接触すると凝縮して回収される。最も揮発性の高い化学物質は塔の上部で凝縮し、揮発性の低い物質ほど塔の下部で凝縮する。
また、水とエタノールの揮発性の違いは、古くからアルコール飲料（蒸留酒など）を濃縮するために利用されてきた。酒造業者は、アルコールを含む液体をエタノールが気化しやすい温度まで加熱し、水をできるだけ液体のまま残すことで、エタノールの濃度を高める。こうして発生したエタノール蒸気を別の容器に凝縮させることで、より濃縮されたアルコール飲料が得られる。

### 香水
香水（perfume）の調合においても、揮発性は重要な要素である。人間は鼻の受容体に芳香化合物が接触することでにおいを感知する。揮発性の高い成分はすぐに蒸発するため、一時的に強い香りを放つが、持続時間が短い。一方、揮発性の低い成分は長期間肌に残るものの、香りが弱すぎる場合がある。こうした問題を防ぐため、調香師は精油（エッセンシャルオイル）やその他の成分の揮発性を慎重に考慮しながら香水を設計する。適切な蒸発速度を実現するために、揮発性の高い成分と低い成分の配合を調整することが重要である。